# Uduba hiragasy
Uduba hiragasy is een spinnensoort uit de familie Udubidae. De soort komt voor in Madagaskar.